# Nemocniční kaple Fakultní nemocnice Ostrava
Nemocniční kaple Fakultní nemocnice Ostrava se nachází v interiéru areálu Fakultní nemocnice Ostrava v Porubě, městské části statutárního města Ostrava v Moravskoslezském kraji.

## Další informace
Nemocniční kaple je vyzdobena keramickými reliéfy (vnější motiv křídel, oltář a obrazy křížové cesty) a skleněnou vitráží dveří, jejichž autorkou je Kateřina Gavlasová. Kaple byla zřízena v roce 1995.
V kapli bývají katolické a evangelické bohoslužby a také je zřízena služba nemocničního kaplana.